# Liste der denkmalgeschützten Objekte in Zöbern
Die Liste der denkmalgeschützten Objekte in Zöbern enthält die 5 denkmalgeschützten, unbeweglichen Objekte der Gemeinde Zöbern im niederösterreichischen Bezirk Neunkirchen.

## Denkmäler
| Foto |                 | Denkmal                                                                           | Standort                                     | Beschreibung | Metadaten |
| ---- | --------------- | --------------------------------------------------------------------------------- | -------------------------------------------- | --- | --- |
| ja   | Datei hochladen | Hl. Johannes Nepomuk-Kapelle HERIS-ID: 49979 Objekt-ID: 54393                     | gegenüber Hauptstraße 2 Standort KG: Zöbern  | Statue des hl. Johannes Nepomuk aus der 1. Hälfte des 18. Jahrhunderts in einer Giebelkapelle des 19. Jahrhunderts | BDA-Hist.: Q38037336 Status: § 2a Stand der BDA-Liste: 2025-06-30 Name: Hl. Johannes Nepomuk-Kapelle GstNr.: 1053/5                                                 |
| ja   | Datei hochladen | Hl. Georg-Kapelle HERIS-ID: 80485 Objekt-ID: 94226                                | bei Hauptstraße 10 Standort KG: Zöbern       | Breitpfeilerbildstock Ende des 18. Jahrhunderts mit Dreiecksgiebel und Rundbogennische, Figur hl. Georg aus dem 17. Jahrhundert (?) | BDA-Hist.: Q38173924 Status: § 2a Stand der BDA-Liste: 2025-06-30 Name: Hl. Georg-Kapelle GstNr.: 1003/2                                                            |
| ja   | Datei hochladen | Pfarrhof HERIS-ID: 50931 Objekt-ID: 56442                                         | Kirchengasse 1 Standort KG: Zöbern           | Zweigeschoßiger Bau mit Walmdach und Putzfelddekor aus dem 18. Jahrhundert | BDA-Hist.: Q38042671 Status: § 2a Stand der BDA-Liste: 2025-06-30 Name: Pfarrhof GstNr.: 1011/1                                                                     |
| ja   | Datei hochladen | Kath. Pfarrkirche hl. Georg, Mauern und Friedhof HERIS-ID: 57126 Objekt-ID: 66869 | gegenüber Kirchengasse 1 Standort KG: Zöbern | 1255 urkundlich Kapelle, vor 1260 Pfarre, ursprünglich gotische Kirche, Mitte bis Ende des 17. Jahrhunderts Neubau des Langhauses (vermutlich über alten Fundamenten), erweitert um Kapellenanbauten, 1756 Benefiz, 1783 Pfarrer, Westturm bezeichnet 1905, 1993 Mauern östlich der Kirche freigelegt, vielleicht Fundamente eines Karners. | BDA-Hist.: Q38074744 Status: § 2a Stand der BDA-Liste: 2025-06-30 Name: Kath. Pfarrkirche hl. Georg, Mauern und Friedhof GstNr.: .134 Pfarrkirche hl. Georg, Zöbern |
| ja   | Datei hochladen | Burgruine Ziegersberg HERIS-ID: 35358 Objekt-ID: 34112                            | Stübegg 5 Standort KG: Zöbern                | Urkundlich 1411 Veste an die Herren von Königsberg, 1644 an Adam von Batthyany, danach wechselnde Besitzer, seit dem 18. Jahrhundert Verfall, kleine mittelalterliche Anlage, ehemals von Wehrmauer mit kleinen fünfeckigen Wehrtürmchen umgeben, teilweise erhalten, Hochburg mit Bergfried (wohl 13. Jahrhundert) im Südosten, mit anschließender hoher Ringmauer aus dem 13./14. Jahrhundert über annähernd quadratischem Grundriss, nur in Außenmauern teilweise erhalten, einzelne Bauformen des 16. Jahrhunderts. | BDA-Hist.: Q26387550 Status: Bescheid Stand der BDA-Liste: 2025-06-30 Name: Burgruine Ziegersberg GstNr.: .236 Burgruine Ziegersberg                                |